# Eupithecia tatoptera
Eupithecia tatoptera là một loài bướm đêm trong họ Geometridae.